# Клисура (Бела Паланка)
Клисура је насеље у Србији у општини Бела Паланка у Пиротском округу. Према попису из 2022. било је 136 становника (према попису из 1991. било је 336 становника).

## Историја

### Стара Клисура - Куру Чесма
У османском дневнику војевања Сулејмана Величанственог из 1521. помиње се село под именом Дербенд (перс. دربند - клисура), као место одмора османске војске на путу између Нишке Бање и Пирота приликом повратка из освајања Београда. Од тог времена до 1658. село се појављује под разним именима. До 1573. године страни путописци село зову искључиво Клисура и Сува Клисура, да би од 1573. био присутан и назив Куру Чесма (тур. kuru çeşme - сува чесма). И османски географ Хаџи Калфа насеље зове Куру Чесма). Ово насеље није се налазило на месту данашње Клисуре, што се види на основу путописа анонимног Француза из 1621. године, који тврди да се Клисура налазила на сат времена хода од Муса-пашине Паланке. То место се, према Јовану Цвијићу, налазило између данашње Клисуре и Кременице.
Османски попис Софијског санџака из прве или друге деценије 16. века познаје дербенџијско село Клисурица, које је имало 72 куће и 23 неожењена домаћина. Приход од села је износио 6.109 акчи. Следећи попис бележи два села, дербенџијско село Клисурица и непривилеговано село Клисурица. Прво село имало је 54 куће, 10 неожењених и 2 удовице, са приходом од 1.200 акчи. Друго село имало је 7 кућа и 1 неожењеног, са приходом од 1.521 акче. Године 1544. дербенџијско село Клисурица има 30 нефера, а у рајинском статусу 45 кућа и 6 неожењених, са приходом од 2.403 акче. Рајинско село Клисурица има 11 кућа, 17 неожењених и 8 удовица, са приходом од 2.762 акче. При крају века дербенџијско село Клисурица има 81 кућу и 48 неожењених, а рајинско село, сад под именом Мала Клисурица, 12 кућа и 10 неожењених.
Локалитет дербенџијске Клисурице данас је познат као Стара Клисура и Кури Чесма, а постоје и остаци зидане чесме. Према предању становништва данашње Клисуре, Стара Клисура је 1660. уништена услед османског насиља, пошто су два брата из рода Илинци опљачкала караван са 7 товара злата који је ишао из Босне за Цариград. Тада су, наводно, Турци из Пирота сазнали за пљачку и извршили покољ над локалним становништвом. Цркву су запалили, а насеље разрушили.

### Пећинско село Клисура
Део становништва који је преживео покољ тада се преселио и основао данашње село Кременицу. Убрзо потом су, према традицији, десет породица направиле пећинско село по имену Клисура на бигреним слаповима клисурске Дубраве. Према традицији, од тих десет породица само две су биле старинске породице из Куру Чесме. Остатак су чинили досељеници с Косова, књажевачке Каменице и пиротског Стрелца. Остатке овог села открио је Јован Цвијић 1894. године. Досад је нађено 30 земуница, 3 природне окапине, те 10-ак затрпаних пећина. Средишњи део ове насеобине налази се у врху десне долинске стране периодског тока Пачке падине. Пећине се називају именима родова који су их настањивали или доцније користили као прибежишта. Досад су познате пећине: Ђерина дувка, Мисирска дувка, Поповске дувке, Будуровска дувка, Пиштољчовске дувке, Каринска дувка и Каламковске дувке. Пећинске просторије су четвртасте или овалне, са подом ширине 3 до 7 метара, а висине 2 до 3,5 метара. Пећине обично имају две јаме, једну за складиштење жита, а другу за скривање покућства. Зидови неких пећина такође имају отворе, а неке имају и камене или дрване плоче као поклопце за улазна врата.

### Старо Село
Због епидемије куге, преживелих 12 кућа се иселило на теме бигренске терасе Дубраве, оснивајући разређено насеље старог типа са именом Клисура у последњој четвртини 18. века. У средишту тог села подигнут је оброк Крст Светог Ђорђа 1792. године, који је служио уместо цркве. Ту је подигнута зидана Стара чесма. И оброк и чесма још постоје. Да би лакше контролисао насеље, османски буљукбаша Шабан је преселио Клисуру на данашњу локацију 1860. године. Аустријска карта из 18. века потврђује постојање и села Клисура и села Куру Чесма у близини Беле Паланке.
Пећинско насеље је од измештања до 1860. године служило као прибежиште. У том периоду село је имало свог гласника, који је са узвишења Стојиног врха добошем обавештавао када главним друмом пролазе крџалије, Черкези или други разбојници. Тада се становништво скривало у дувке. Од пресељења на данашње место, пећински станови служе претежно као сточне стаје. Неке пећине служе и као сметлишта или сточна гробља.

### Клисура у Краљевини Србији и Краљевини Југославији
Задружни облик привреде задржао се дуго у Клисури. Породичне задруге од преко 40 чланова постојале су и 1890. године (родови Ђорини, Будурови и Мисирлијини).
Клисура је 1900. године добила своју кредитну задругу (Клисурска земљорадничка кредитна задруга), једну од најстаријих у Србији. У 1903. години задруга је бројала 23 задругара, обухватајући 108 домова са 215 пореских глава. Три године касније, задруга је имала сопствена средства од 1364,60 динара. Задруга је престала са радом већ 1909. године. Ова задруга је имала велики утицај на увођење плугова и других техничких оруђа у белопаланачка села, чиме је пољопривреда коначно преовладала у тој области над сточарством. Клисурски учитељ Анта Младеновић образовао је пољопривредни расадник (који је временом прерастао у пољопривредну станицу). Та станица је заслужна за увођење нових култура у пољопривреду Клисуре с околином. Да би се заштитило од трговачке експлоатације и зеленашења, становништво Клисуре образовало је земљорадничку набавно-продајну задругу, која је угашена 1931. године. Године 1937. основана је земљорадничко-сточарска задруга.

## Демографија
У насељу Клисура живи 121 пунолетна становника, а просечна старост становништва износи 51,8 година (53,7 код мушкараца и 49,6 код жена). У насељу има 72 домаћинства, а просечан број чланова по домаћинству је 1,89.
Ово насеље је великим делом насељено Србима (према попису из 2002. године), а у последња три пописа, примећен је пад у броју становника.
|  |

| Демографија | Демографија | Демографија |
| Година      | Становника  | Становника  |
| ----------- | ----------- | ----------- |
| 1948.       | 1.199       |             |
| 1953.       | 1.141       |             |
| 1961.       | 895         |             |
| 1971.       | 677         |             |
| 1981.       | 534         |             |
| 1991.       | 336         | 336         |
| 2002.       | 222         | 222         |
| 2011.       | 162         |             |
| 2022.       | 136         |             |

| Етнички састав према попису из 2002.‍ | Етнички састав према попису из 2002.‍ | Етнички састав према попису из 2002.‍ | Етнички састав према попису из 2002.‍ | Етнички састав према попису из 2002.‍ |
| ------------------------------------ | ------------------------------------ | ------------------------------------ | ------------------------------------ | ------------------------------------ |
|                                      |                                      |                                      |                                      |                                      |
| Срби                                 | Срби                                 |                                      | 214                                  | 96,39%                               |
| Роми                                 | Роми                                 |                                      | 7                                    | 3,15%                                |
| непознато                            | непознато                            |                                      | 1                                    | 0,45%                                |

| Година пописа     | 1948. | 1953. | 1961. | 1971. | 1981. | 1991. | 2002. |
| ----------------- | ----- | ----- | ----- | ----- | ----- | ----- | ----- |
| Број домаћинстава | 208   | 224   | 243   | 225   | 205   | 151   | 104   |

| Број чланова      | 1  | 2  | 3  | 4 | 5 | 6 | 7 | 8 | 9 | 10 и више | Просек |
| ----------------- | -- | -- | -- | - | - | - | - | - | - | --------- | ------ |
| Број домаћинстава | 34 | 42 | 17 | 5 | 4 | 1 | 1 | 0 | 0 | 0         | 2,13   |

| Пол    | Укупно | Неожењен/Неудата | Ожењен/Удата | Удовац/Удовица | Разведен/Разведена | Непознато |
| ------ | ------ | ---------------- | ------------ | -------------- | ------------------ | --------- |
| Мушки  | 108    | 29               | 61           | 12             | 6                  | 0         |
| Женски | 98     | 7                | 62           | 26             | 3                  | 0         |
| УКУПНО | 206    | 36               | 123          | 38             | 9                  | 0         |

| Пол    | Укупно                    | Пољопривреда, лов и шумарство | Рибарство                            | Вађење руде и камена | Прерађивачка индустрија       |
| ------ | ------------------------- | ----------------------------- | ------------------------------------ | -------------------- | ----------------------------- |
| Мушки  | 39                        | 5                             | 0                                    | 2                    | 18                            |
| Женски | 17                        | 5                             | 0                                    | 0                    | 9                             |
| УКУПНО | 56                        | 10                            | 0                                    | 2                    | 27                            |
| Пол    | Производња и снабдевање   | Грађевинарство                | Трговина                             | Хотели и ресторани   | Саобраћај, складиштење и везе |
| Мушки  | 4                         | 2                             | 0                                    | 0                    | 3                             |
| Женски | 0                         | 1                             | 1                                    | 0                    | 0                             |
| УКУПНО | 4                         | 3                             | 1                                    | 0                    | 3                             |
| Пол    | Финансијско посредовање   | Некретнине                    | Државна управа и одбрана             | Образовање           | Здравствени и социјални рад   |
| Мушки  | 2                         | 0                             | 1                                    | 0                    | 1                             |
| Женски | 0                         | 0                             | 0                                    | 1                    | 0                             |
| УКУПНО | 2                         | 0                             | 1                                    | 1                    | 1                             |
| Пол    | Остале услужне активности | Приватна домаћинства          | Екстериторијалне организације и тела | Непознато            | Непознато                     |
| Мушки  | 0                         | 0                             | 0                                    | 1                    | 1                             |
| Женски | 0                         | 0                             | 0                                    | 0                    | 0                             |
| УКУПНО | 0                         | 0                             | 0                                    | 1                    | 1                             |